# Сокъни
„Сокъни“ (на английски: Saucony) е компания в гр. Лексингтън, щата Масачузетс, САЩ, производител на спортни обувки и спортна екипировка.
Историята на компанията датира от 1910 година, когато руският имигрант Ейбрахам Хайд създава магазин за обувки в град Кеймбридж, щата Масачузетс. Към 2019 година е собственост на концерна „Уолвърийн Уърлд Уайд“.
Поради големия си асортимент „Сокъни“ се нарежда сред най-популярните марки бегачески обувки в Европа. Името на марката произлиза от индианското сокън и означава „бързо течаща река“.
Успехи на спонсорирани спортисти:
- 1983 Род Диксън от Нова Зеландия печели маратона на Ню Йорк с драматичен финален спринт.
- 1985 Лиза Вайденбах печели маратона на Бостън в 89-ото му издание.
- 1994 Грег Уелш печели Айрънмен триатлона в Кона, Хаваи.